# Cinearte
Cinearte foi uma revista brasileira sobre cinema, que foi fundada no Rio de Janeiro em 3 de março de 1926, tendo encerrado sua circulação em 1942, após 561 edições.

## Histórico
Quando se iniciou a produção cinematográfica no Brasil, a influência da mídia teve importante papel na formação cultural, e o cinema se tornou ponto de referência na construção de costumes do país. Surgiu assim no Rio de Janeiro a "Cinearte", revista que apresentava um lugar para o debate sobre o desenvolvimento da indústria cinematográfica brasileira.
A população da cidade do Rio de Janeiro, no início do século, era em torno de um 1 157 000 habitantes, e havia 76 espaços destinados à exibição de filmes em 1926. Na virada do século, a imprensa de pequeno porte deixava de se ater a assuntos locais e familiares para dar lugar à grande imprensa, ocasionando a necessidade e a procura da crítica cinematográfica em jornais e revistas literárias, surgindo, então, as primeiras publicações especializadas no assunto. A importação e divulgação das produções estrangeiras teve início, alcançando o mercado de consumo e estabelecendo toda uma indústria cultural em torno da produção cinematográfica; a corrida pela informação e suas consequências sobre a população alcançou a produção editorial brasileira, com o surgimento de vários espaços para a discussão crítica. Várias revistas surgiram então, tais como A Fita (1913), Revista dos Cinemas (1917), Palcos e Telas (1918), Cine Revista (1919), A Tela e Artes e Artistas (1920), Telas e Ribaltas e A Scena Muda (1921) e Foto-Film (1922).
Os fundadores da Cinearte foram Mário Behring (1876-1933) e Adhemar Gonzaga (1901-1978), e a revista passou a contar, ao longo de sua existência, com vários jornalistas, entre eles Gilberto Souto, Pedro Lima, Álvaro Rocha, Paulo Vanderley, Octávio Gabus Mendes, tendo sido construída sob o idealismo de uma geração que se formara no Cineclube Paredão, criado em 1917, no Rio de Janeiro. Por volta do ano de 1917, Gonzaga formara com alguns colegas o Clube do Paredão, cineclube do qual faziam parte Álvaro Rocha, Pedro Mallet de Lima, Paulo Vanderley, Gilberto Souto e L. S. Marinho, que posteriormente integrariam o grupo de redatores de Cinearte.
O primeiro exemplar de Cinearte foi às bancas em 3 de março de 1926, sob a publicação de “Sociedade Anônima O Malho”, da Editora Pimenta de Mello. Sua publicação derivou da revista cultural “Para Todos...”, onde o jornalista Adhemar Gonzaga era repórter. Em parceria com Mário Behring, a sessão de cinema de “Para Todos...” se transformou numa nova revista, a Cinearte.
O Editorial da primeira edição de Cinearte dizia:
Os assuntos de Cinearte abrangiam filmes de sucesso e a indústria de Hollywood, dando alguma atenção ao cinema brasileiro, porém, ainda ligada à indústria de Hollywood, sendo “a manifestação integral e contraditória da industrialização triunfante e da colonização cultural”. Da mesma forma, portanto, que pretendia a construção de uma identidade do cinema nacional, rendia-se ao cinema estadunidense. Segundo Lucas, “calcula-se, preliminarmente, que cerca de 80% da revista é dedicada ao cinema estrangeiro, quantidade que não se modifica até o final”. Quanto ao cinema europeu, só veio a ter destaque nas páginas de Cinearte a partir de 1934.

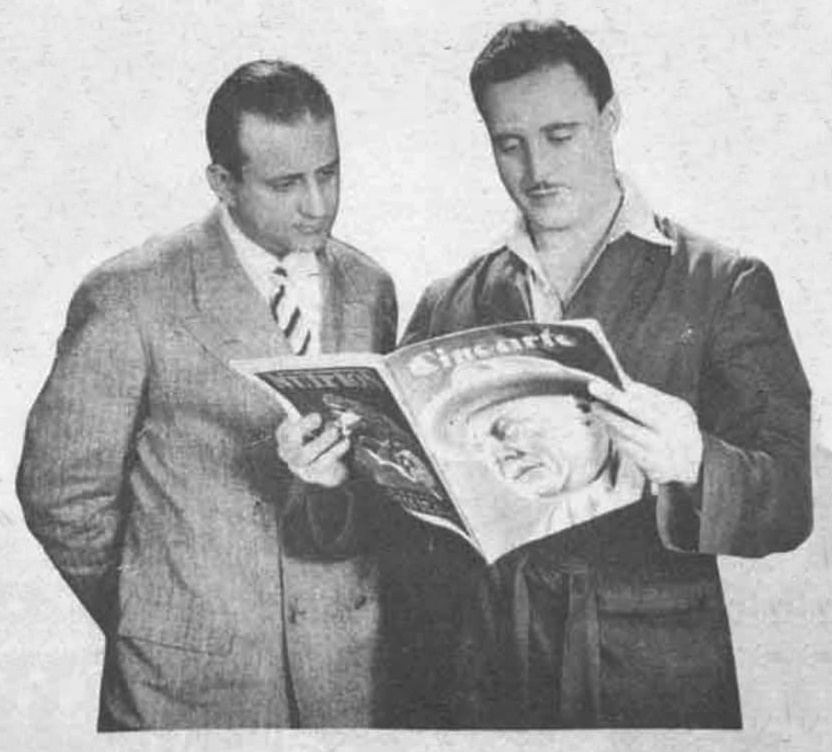
George Walsh com a Revista Brasileira Cinearte, 1927.

## Cinearte e o cinema nacional
O diretor-fundador da revista, Mário Behring,tinha um descontentamento em relação ao cinema nacional, e “se opunha fortemente à publicação de qualquer nota sobre cinema brasileiro”. Adhemar Gonzaga, pelo contrário, demonstrava notável entusiasmo quanto ao crescimento da atividade cinematográfica no país, tanto que a paixão pelo cinema brasileiro o levou a abrir uma companhia cinematográfica em 15 de março de 1930, a Cinédia Estúdios Cinematográficos.
Behring, trinta anos mais velho do que o restante do grupo de Cinearte, era um intelectual, e segundo Gomes era “um espectador mais agudo do que a média do público e mais culto do que os fãs e cronistas habituais”, e defendia o cinema educativo. Behring fora o diretor-fundador de três grandes revistas publicadas na capital – “Kosmos”, “Para Todos...” e “Cinearte”, além de diretor da Biblioteca Nacional.
Nos dezesseis anos da revista houve uma preocupação com o cinema brasileiro. Havia a seção “Filmagem Brasileira”, “Cinema Brasileiro” ou “Cinema do Brasil”, espaço esse dedicado a comentários sobre cinema nacional, a filmes, a entrevistas com diretores e artigos sobre a política estatal para o cinema e sobre a problemática da indústria cinematográfica nacional. Em 16 de fevereiro de 1927, Pedro Lima passou a assinar a coluna, e o fez até 23 de abril de 1930, quando se desligou da revista. Lima fora colaborador das revistas “A Fita”, “Palcos e Telas” e “Fon-Fon!” e, em 1924, lançara a seção “Cinema no Brasil” na revista “Selecta”.
Em 1935, a revista lançou a “Campanha Cinearte pelo Cinema Brasileiro”defendendo o espetáculo cinematográfico bom, “independente de sua nacionalidade”.

## Formatação e conteúdo
A tiragem de Cinearte chegava a 250  mil exemplares em uma edição, e sua diagramação era decorrente da modernidade da gráfica Editora Pimenta de Mello, fundada em 1845. a impressão era em papel-jornal, com alguma imagens coloridas, e era inspirada na revista estadunidense “Photoplay”. Seu preço era de 1$000 (mil réis), “similar ao custo de um ingresso em uma sala de cinema em um subúrbio carioca”.
Os assuntos englobavam a vida pessoal dos atores de Hollywood, notícias sobre moda, fofocas de Hollywood, informações sobre exibições, crítica cinematográfica, reportagens e fotografias enviadas por correspondentes, além das campanhas, tomando como exemplo “a campanha  pela isenção dos impostos para o filme virgem, pela implantação da censura federal e pela criação do cinema educativo”.
A partir de agosto de 1934, o cinema europeu começou a ganhar destaque nas páginas da revista com uma coluna própria: “Europa”.

## Fases da Cinearte
1. Fase inicial, 1926, com trinta e seis páginas, ao custo de 1$000. A partir da edição 359 (15 de janeiro de 1933), passou a ser quinzenal, ao custo de 2$000, com quarenta e oito páginas.
2. Segunda fase, bimensal, com uma maior diversificação dos anunciantes, representando mais de 80% do total, característica que se manteria até o último ano de Cinearte, em 1942.
3. Terceira fase, junho de 1940, mensal, ao custo de 3$000, com a diminuição no tamanho das colunas, apesar da revista ter passado para 52 páginas.[16]

## Equipe
Além dos fundadores da Cinearte, Mário Behring e Adhemar Gonzaga, a revista contava com vários jornalistas, entre eles Gilberto Souto, Pedro Lima Álvaro Rocha, Paulo Wanderley, Octávio Gabus Mendes. Passaram também pela revista Cinearte outros colaboradores de destaque como Ignácio Corseuil Filho, J.E. Montenegro Bentes, Lamartine S. Marinho, Pery Ribas, Sérgio Barreto Filho, Hoche Ponte, entre outros.
Pedro Mallet de Lima passou a trabalhar na Cinearte em 1927, a convite de Adhemar Gonzaga, e iniciou um processo de matérias sobre o cinema brasileiro. Três anos depois, ele foi demitido em função de divergências com Gonzaga.
Em julho de 1932, Gilberto Souto foi para Los Angeles, Estados Unidos, e criou a coluna “Hollywood Boulevard” (Lamartine S. Marinho já era correspondente em Hollywood, desde 1927), com notícias de Hollywood. “Cinearte foi a primeira revista de cinema em todo o mundo a inaugurar a tradição dos correspondentes internacionais fixos na indústria cinematográfica estadunidense”. A partir de 29 de junho de 1932, a revista passou a ter também uma coluna sobre o cinema português – “Cinema de Portugal” –, com o colaborador J. Alves da Cunha. Dois anos depois, foi a vez da colaboradora Gabrielle Stork se juntar à equipe de Cinearte com colaborações sobre o cinema francês, diretamente de Paris.

## Última edição
A Cinearte nº 561, última edição da revista, começou a circular nas bancas em julho de 1942, e apresentava na capa uma fotografia do ator britânico Laurence Olivier.

## Galeria

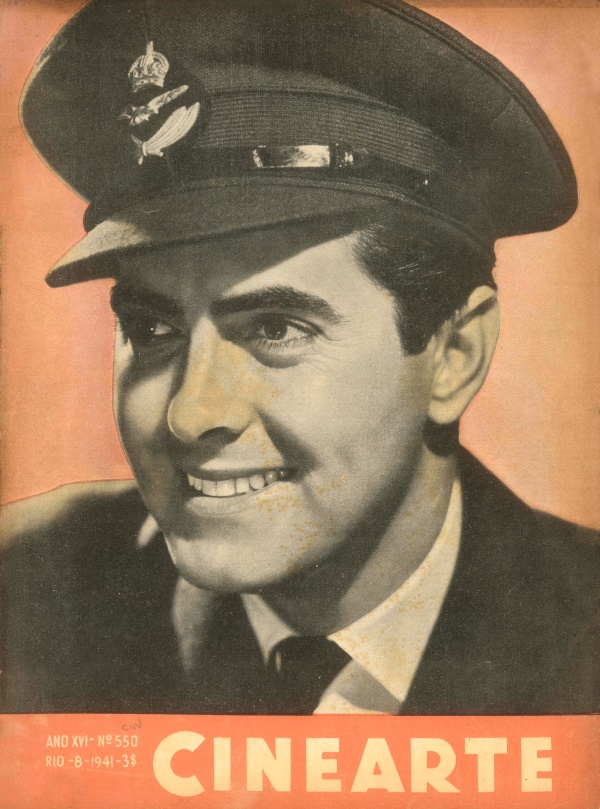
Cinearte v.16, n.550, 1941 - Tyrone Power
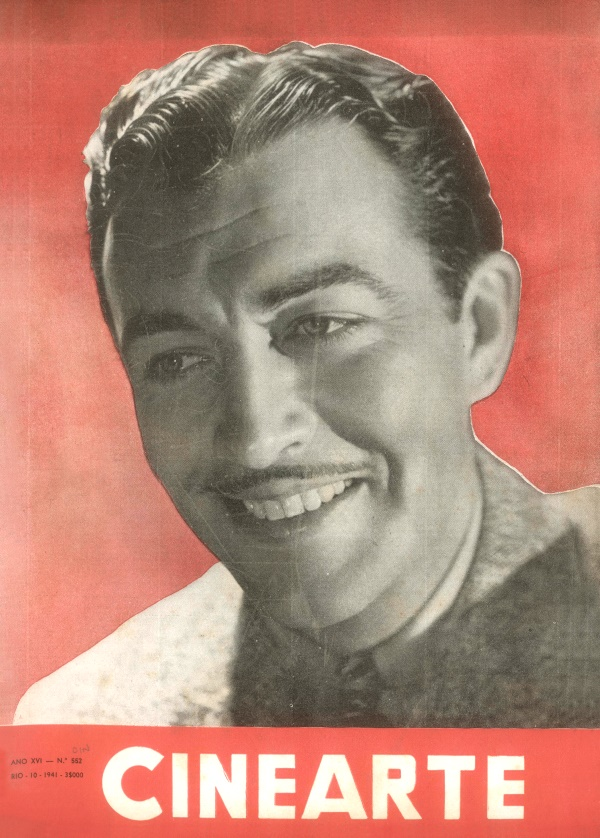
Cinearte v.16, n.552, 1941 - Robert Talylor
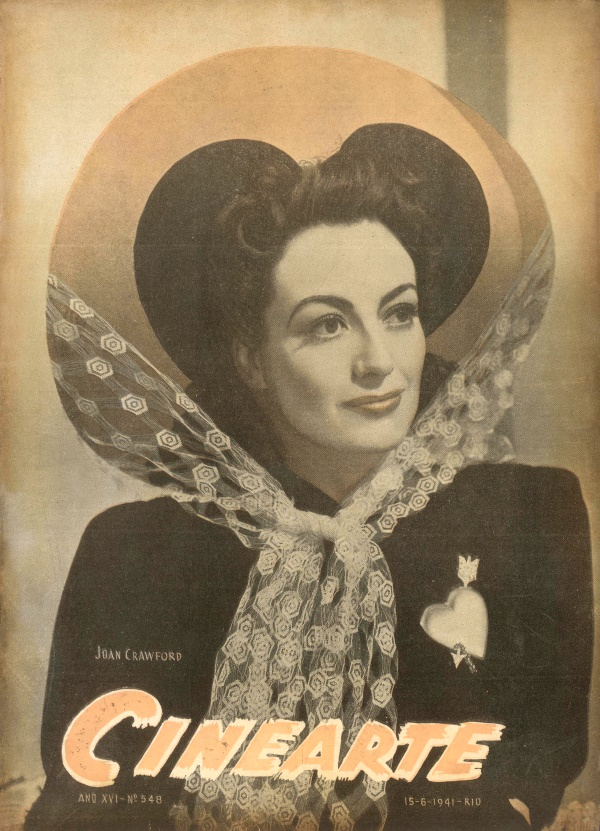
Cinearte v.16, n.548, 1941 - Joan Crawford